# 서편제 (소설)
《서편제》는 이청준의 소설로 연작소설집 《남도 사람》에 실린 단편소설이다. 《서편제》는 《남도 사람》연작의 시작을 알린 작품이며 《서편제》에 이어 이어지는 7편의 연작소설에는 《소리의 빛》, 《선학동 나그네》, 《새와 나무》, 《다시 태어나는 말》, 《살아 있는 눈》, 《눈길》, 《해변아리랑》이 있다. 
임권택에 의해 영화로 만들어져 더욱 유명해지게 되었다.
일본의 NHK-FM방송의 FM시어터에서 라디오 드라마 “風の丘を越えて（かぜのおかをこえて/바람의 언덕을 넘어）”로서 1998년 8월22일과 8월29일  방송했다.또 2020년 5월16일, 5월23일 재방송 했다.